# Rafael Bergamín

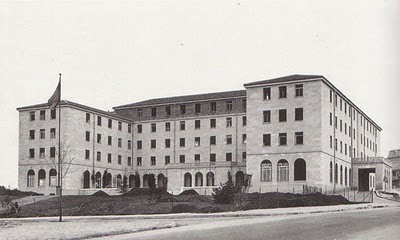
Residencia Fundación el Amo (colaboración junto a Luis Blanco Soler)

Rafael Bergamín Gutiérrez (Málaga, 1891-Madrid, 1970) fue un arquitecto e ingeniero de montes español. Sus actividades profesionales le acercan al denominado racionalismo madrileño, construyendo uno de sus primeros exponentes: la Casa del Marqués de Villora (sita en calle de Serrano n.º 130). Fue también autor de algunas colonias como El Viso y el Parque-Residencia y desarrolló durante veinte años (1938-1958) una fructífera labor arquitectónica en Caracas.

## Biografía
Hijo de Francisco Bergamín García —conocido ministro de la Restauración como miembro del Partido Liberal-Conservador— y de Rosario Gutiérrez López —católica fervorosa—, tuvo doce hermanos entre los que figura el escritor José Bergamín.
Estudió simultáneamente en la Escuela de Arquitectura de Madrid (en la que se tituló en 1918) y en la Escuela Especial de Ingenieros de Montes, sita hasta 1914 en San Lorenzo de El Escorial, y desde dicho año en Madrid, titulándose como ingeniero de montes en 1917, con el número 25 de la 62ª promoción. Su doble condición de arquitecto e ingeniero de montes explica la importancia que tiene la naturaleza en muchas de sus obras. Fue uno de los primeros en introducir en España el racionalismo. Carlos Flores le considera componente de la Generación del 25.
Tertuliano habitual de la Sagrada Cripta del Pombo, creada por Ramón Gómez de la Serna en el Café Pombo, realizó una intensa colaboración con el arquitecto Luis Blanco Soler, compañero de la misma promoción, en la Ciudad Universitaria, particularmente en la Fundación del Amo (1928-1930), desaparecida durante la batalla desarrollada en ese campus en el comienzo de la defensa de Madrid durante la guerra civil española. 
En este periodo diseña igualmente la Casa del Marqués de Víllora (1928-1929) y más tarde, en 1931-1932, la Colonia Parque Residencia que construye, con Gregorio Iturbe y Javier Gómez de la Serna (hermano de Ramón) en un lugar en promoción cercano al Paseo de la Castellana. Como continuación de este levantó la Colonia El Viso (1933-1936).
Uno de sus más importantes proyectos fue el Sanatorio Antituberculoso de Los Montalvos a unos 8 km de Salamanca, obra del año 1935, de un depurado racionalismo, que no se terminará hasta 1948.
Partidario de la Segunda República, debido a la guerra civil se exilió en Venezuela, donde coincidió un tiempo con su hermano José en Caracas. Llegó a principios de febrero de 1938 en el barco Colombie.

### Bergamín en Caracas
En sus viajes Bergamín había entrado en contacto con "revolucionadores de la arquitectura y de las artes plásticas en general —Gropius, Le Corbusier, Theo van Doesburg— entusiasmado, sobre todo en Holanda, con el ladrillo, cuya vuelta propugna. Caracas es todavía una ciudad teñida en lo arquitectónico de herencias coloniales, pero está a punto de comenzar a ser una capital moderna, con empuje y en pleno desarrollo económico. Bergamín contribuirá a ello con sus realizaciones personales, su espíritu emprendedor y su magisterio", explicó en su tiempo Agustín Rodríguez Sahagún.
Aunque fracasan sus negociaciones con el gobierno venezolano para recibir un encargo público de urbanismo, Bergamín realiza ya el primer año una obra importante en Caracas: el Teatro-Cine Ávila, que ocupa la parcela en la que se encontraba el Gran Hotel, donde el arquitecto se alojó al llegar a la capital venezolana. Derribado este, en su lugar se emplazó el proyecto realizado conjuntamente por Bergamín y el venezolano Henrique García Maldonado.
Construye también sus primeras quintas, en las urbanizaciones El Paraíso y La Florida —hay asimismo proyectos no realizados, como un Barrio Obrero con 300 casas y urbanización, siguiendo la pauta de las colonias económicas que diseñó en Madrid— e inicia su colaboración con la prensa, escribiendo artículos en los que, centrándose en el caso de Caracas, analiza temas de urbanismo. Por último, el prolífico año inicial de estadía en Venezuela termina con la creación de la empresa de proyectos y construcción Velutini y Bergamín C. A., fundada junto con los ingenieros Rafael Emilio Velutini y José María Manrique. Al año siguiente construye una serie de cines —Hollywood, América, Plaza, Los Jardines— y al subguiente, proyecta y ejecuta la reforma del Almacén Gathmann Hnos. "Para el año de 1941, Bergamín ya había realizado en Caracas 155 proyectos, de los cuales se habían ejecutado 42. En 1942 plantea a los Ejecutivos municipal y nacional, con los proyectos en la mano, la necesidad de construir un metro como forma de resolver el problema del transporte colectivo de la capital. Este proyecto será una de sus obsesiones a lo largo de los años. En 1943 Bergamín proyecta y construye el edificio Madrid, edificio de su propiedad, y en el que será significativo su nombre, remembranza nostálgica de la ciudad perdida. También realiza la Urbanización San Martín, conjunto de viviendas que recuerda las tratativas de Residencia y El Viso".
Otras edificaciones suyas en Caracas son "Ambos Mundos (1944-1945), Sociedad (1945) Studebaker (1950); los bancos Unión (1945), Caracas (1951), Mercantil y Agrícola (1952-1953), Venezolano de Crédito (1952-1953) y Maracaibo (1955), en los que creó un tipo que
durante años definió la imagen de edificio bancario en Caracas; y una gran cantidad de viviendas, incluyendo su propia casa, Las Moradas (1950)".
Bergamín fue profesor de Urbanismo en la recién creada Escuela de Arquitectura de la Universidad Central de Venezuela (1944) y uno de los fundadores de la Sociedad Venezolana de Arquitectos (1945). Pero la nostalgia por su patria acabó por hacerlo regresar a España en 1959. Allí publicaría su libro 20 años en Caracas: 1938-1958 (Gráficas Reunidas, Madrid, 1959).

## Obras
- Casa del Marqués de Villora (Madrid)
- Colonia Parque-Residencia (Madrid) con Luis Blanco Soler, 1931
- Colonia de El Viso (Madrid), con su sobrino Luis Felipe Vivanco.
- Sanatorio antituberculoso de Los Montalvos (Salamanca), 1935
- Residencia Fundación el Amo, con Luis Blanco Soler, 1929